# 久居八幡宮
久居八幡宮（ひさいはちまんぐう）は、三重県津市久居二ノ町にある神社。本殿の建築様式は神明造、社殿は破風(唐破風)向拝寄棟造。2020年までの名称は野邊野神社（野辺野神社、のべのじんじゃ）。

## 祭神
- 主祭神：応神天皇（品陀和氣命）
- 相殿神：十一座
- 元久居西鷹跡町鎮座久居神社御祭神　藤堂高通公
- 元藤堂家江戸屋敷櫻稲荷神社右の御祭神　罔象女神（小戸木神社御分霊）
- 元境内社浅間神社御祭神（冨士権現）　木花咲夜姫命
- 元境内社天満神社御祭神　菅原道真公（京都・北野天満宮御分霊）
- 元境内社金毘羅神社御祭神　 大物主神（香川・金刀比羅宮御分霊）
- 元境内社津島月読神社御祭神（祇園社）　須佐之男命(愛知・津島神社御分霊)、月夜見命
- 元境内社朝日神社御祭神　天照大御神、大穴牟遲神、少毘古那神、八百萬神、蚶貝比売神、蛤貝比売神、宗忠大明神
- 元久居万町鎮座愛宕神社御祭神（愛宕権現）　 加具土命
- 元久居万町鎮座愛宕神社境内社天満神社御祭神　菅原道真公
- 元久居万町鎮座愛宕神社境内社國津神社御祭神　 猿田彦大神
- 元久居万町鎮座須賀神社御祭神（牛頭天王）　 須佐之男命

## 歴史
久居八幡宮は、元々久居藩領内の小戸木村に鎮座されていた八幡宮が1670年(寛文10年)に久居藩初代藩主藤堂高通の命により御殿の鬼門の方位に当たる現在の地に遷され、久居八幡宮として鎮座したのが始まり。
明治維新の廃仏毀釈によって、合祀は三重県では特に著しく、県内の神社は9分の1以下になり、万町鎮座の愛宕神社、西鷹跡町鎮座の久居神社・外21社が久居八幡宮に合祀され、また社名は土地の旧名に因んで野邊野神社（野辺野神社）に改称された。
廃藩後も毎年一月一日には久居藩藩主の久居藤堂家、二日には津藩藩主の藤堂家から幣帛が奉られ、1906年（明治39年）に神饌幣帛料供進神社に指定され、社格として村社に列せられた。
大東亜戦争の終戦とともに社格が廃止され、津市では空襲があったが久居では戦災を免れた。但し、久居出身の戦没者をしのび、1966年（昭和41年）4月に久居英霊殿が造営された。また、神域での教育環境が幼児期に最良と考え、1969年（昭和44年）にのべの幼稚園を開園した。
2020年（令和2年）には御鎮座350年を記念して、社名が野邊野神社から久居八幡宮に復された。

## 主な施設

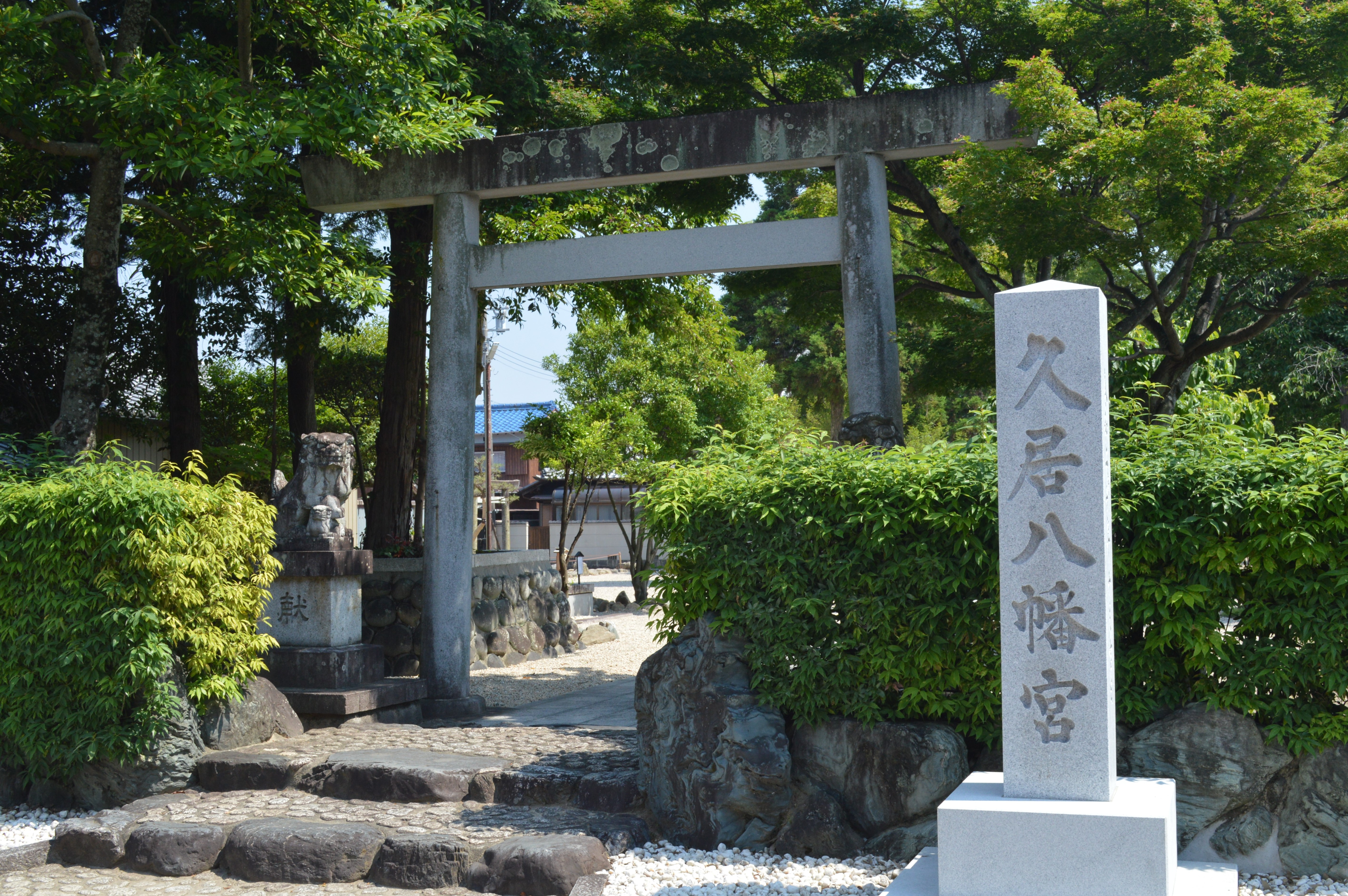
鳥居
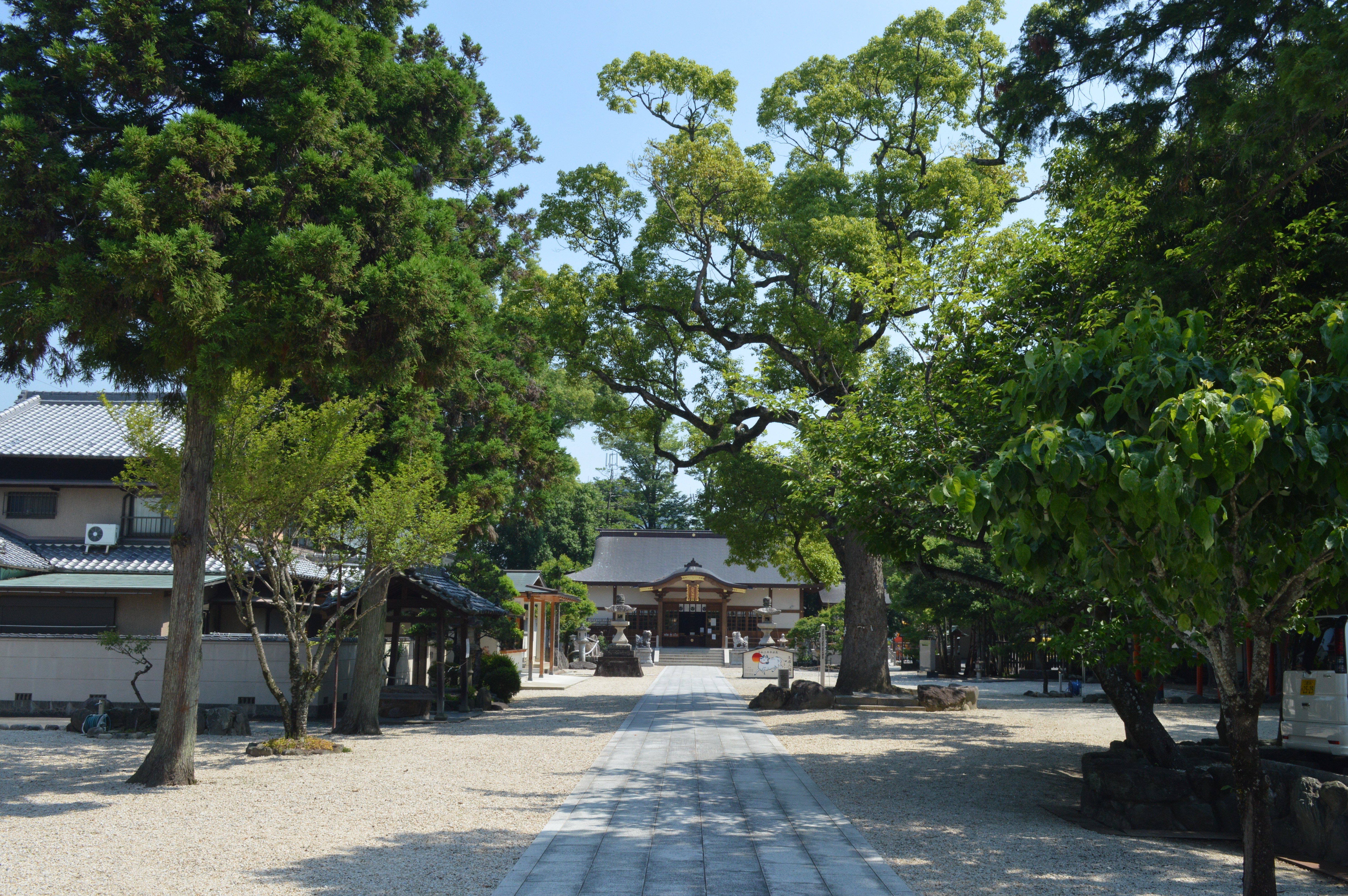
境内

- 社殿
- 野邊野天満宮（菅原道真）
- 野邊野稲荷社（ウカノミタマ）
- 寿命社（イザナギ、イザナミ）
- 久居英霊殿
- 皇居遥拝所
- 神宮遥拝所
- 鹿島大神（石体）（タケミカヅチ）
- 山の神
- 庚申
- 社務所
- 参集殿

- 鳥居
- 境内

## 現地情報
所在地
- 三重県津市久居二ノ町1855

交通アクセス
- 近鉄名古屋線久居駅から徒歩10分